# David M. Stern
David M. Stern (* červen 1963) je americký televizní scenárista. Mezi jeho první televizní práce patřilo psaní epizod seriálu The Wonder Years na konci 80. let. V 90. letech pak napsal několik epizod seriálu Simpsonovi. V roce 2010 vytvořil animovaný televizní seriál Oškliví Američané. Stern je mladším bratrem herce Daniela Sterna, který působil jako vypravěč v seriálu The Wonder Years.

## Kariéra

### Raná práce
Stern pracoval jako asistent produkce na filmu Mystic Pizza z roku 1988. V rozhovoru pro server TV.com v roce 2010 prozradil: „V roce 2010 jsem se vrátil do práce. To byla jedna z mých prvních prací v Los Angeles. Byl jsem v šoku, že mi dali zápočet, protože jsem vydržel týden a pak mě vyhodili. Byl jsem nový a oni mi řekli, ať jdu vyzvednout producenta do San Vicente, a ukázalo se, že v Los Angeles jsou dvě San Vicente a já šel do toho špatného. Úkol vyzvednout nejdůležitějšího producenta filmu dali chlápkovi, který zrovna přijel do LA dva týdny předtím.“.
Stern se prosadil jako scenárista v televizním komediálním seriálu The Wonder Years, kde působil jako výkonný konzultant příběhu a v letech 1988–1990 napsal osm dílů. V jednom rozhovoru řekl: „Když jsem se prosadil v The Wonder Years, měl jsem problémy. Rád vzpomínám, že se to všechno odehrávalo jako ‚střih na další scénu‘. Je tam strašně moc krve a potu, jak jsem na psacím stroji masivně přepisoval návrhy scénářů The Wonder Years, přičemž jsem měl méně času než kdykoli v životě. Na to všechno pohodlně zapomínám.“. Stern byl v roce 1989 nominován na cenu Primetime Emmy v kategorii vynikající scénář – komediální seriál za scénář k epizodě Loosiers, ale prohrál s Diane Englishovou ze seriálu Murphy Brownová. Byl také nominován na cenu Humanitas v kategorii 30 minut za napsání dílu The Powers That Be.

### Simpsonovi
Stern se poté připojil k autorskému týmu animovaného televizního sitcomu Simpsonovi. Serveru TV.com řekl, že když „jsem přešel od The Wonder Years k Simpsonovým, nemohl jsem uvěřit, kolik příběhu do každého dílu nacpali. Naučilo mě to nelpět na příběhu – vytěžit z něj maximum zábavy a jít dál.“ Během svého působení v tomto seriálu si obzvlášť oblíbil psaní o Marge Simpsonové a jejích sestrách – dvojčatech Patty a Selmě Bouvierových, a proto napsal několik dílů, jež se kolem nich točily. Vedoucí producent Mike Reiss v audiokomentáři ke Sternově epizodě z 2. řady Láska klíčí i v ředitelně (1991) uvedl, že nikdo ze štábu se s dvojčaty nedokázal osobně ztotožnit, ale „zdálo se, že Stern se jich opravdu chytil, takže udělal několik skvělých dílů, v nichž vystupují členové rodiny Bouvierových“.
Díl Homer sám doma (1992), jenž se vysílal během 3. řady seriálu, byl jedním ze Sternových dílů, který se zaměřoval na Marge. V té době si všiml, že většina scenáristů předkládá příběhy o Bartovi a Homerovi, a domníval se, že „hlubší komediální žíly“ by se dalo dosáhnout tím, že Marge utrpí nervové zhroucení. Během 4. řady seriálu napsal Stern epizodu Selmina volba (1993), v níž se Selma rozhodne, že chce dítě. Chtěl se vrátit k dílu o Patty a Selmě, protože se mu líbil díl Láska klíčí i v ředitelně a považoval za důležité „udržet tyto postavy při životě“. V roce 1999 byl Stern nominován na cenu Primetime Emmy v kategorii vynikající animovaný pořad (za pořad kratší než jedna hodina) za scénář k epizodě 10. řady Ať žije Flanders, ale prohrál s epizodou And They Call It Bobby Love seriálu Tatík Hill a spol. Sternův zatím poslední scénář k Simpsonovým byl k dílu 28. řady Vzhůru z prázdnin (2017).

### Další práce
V roce 2002 se Stern podílel jako vedoucí producent na komediálně-dramatickém detektivním seriálu Můj přítel Monk a v roce 2004 na sitcomu Oliver Beene. V roce 2010 Stern vytvořil animovaný televizní seriál Oškliví Američané, jenž se vysílá na Comedy Centralu a který vychází z webového seriálu 5ON. Seriál se točí kolem sociálního pracovníka zaměstnaného na oddělení integrace v alternativní verzi reality New Yorku, kterou obývají příšery a další tvorové. Stern se vyjádřil, že „Dan Powell, který dal dohromady věc 5ON, mě kontaktoval, protože se mu líbil konkrétní scénář Simpsonových, jejž jsem napsal (díl Homer na suchu). Viděl jsem, jak bych mohl seriál udržet při zemi, ale zároveň ho udělat dostatečně expanzivní skrz tenhle bláznivý svět, aby mě ve třetím díle nevyděsilo, že mi došly příběhy. To je moje největší noční můra. Když se snažíte vytvořit 100 dílů, musíte vědět, že můžete pokračovat do nekonečna.“
Stern se vyjádřil, že Ošklivé Američany považuje za „práci snů – jde o psaní neomezeného seriálu, kde se může stát cokoli. Dokud nás to rozesmívá a rozesmívá to i ostatní lidi, myslím, že to je opravdu sen.“ Poznamenal také, že v pořadu má štáb „spoustu hororových komediálních prvků, které nikde jinde nevidím. Několik let jsem psal pro Simpsonovy a Speciální čarodějnické díly byly vždycky vrcholem roku, ale vždycky jsem tak nějak chtěl víc. Ale vzhledem ke struktuře Simpsonových to nebylo možné, protože to bylo tak specificky založené na této uzemněné rodině.“

## Osobní život
Stern je mladším bratrem herce Daniela Sterna, který v seriálu The Wonder Years propůjčil hlas hlavní postavě Kevinu Arnoldovi. V dílu Simpsonových Drobné kiksy nad komiksy se objevuje parodie na seriál The Wonder Years, v níž Bart hledí do dálky poté, co si uvědomí, že si musí sehnat první práci, a je slyšet starší verze Bartova hlasu, která říká: „Tehdy jsem si to neuvědomil, ale ten den mi navždy utekl kousek dětství.“. V epizodě hostoval Daniel Stern jako hlas dospělého Barta a David M. Stern pomohl scenáristům správně zvolit idiomy a znění parodie.
Jeho rodina je židovského původu.